# Alexander Petrowitsch Nogtew

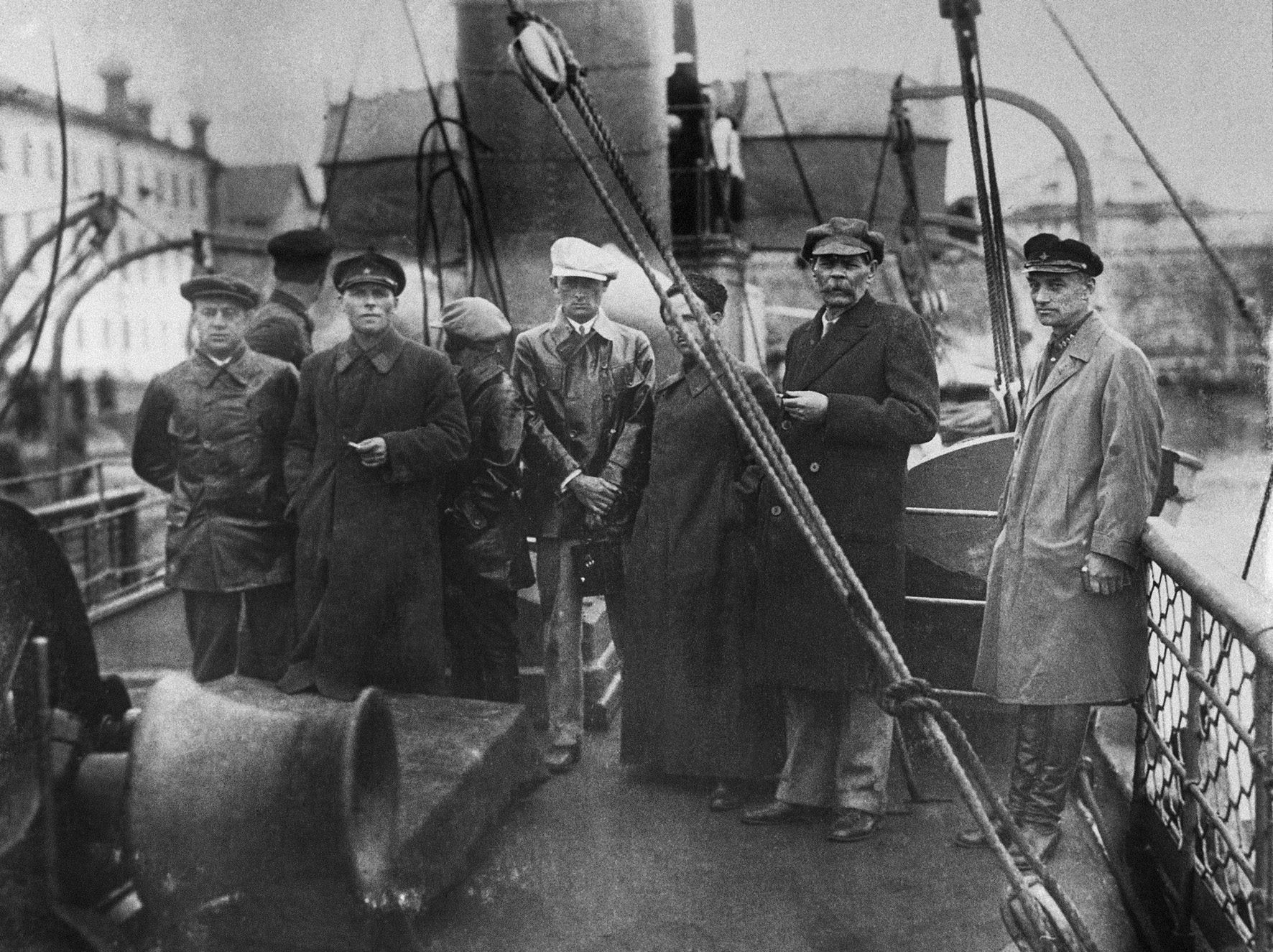
Alexander Nogtew (3. v. links) zusammen mit dem Schriftsteller Maxim Gorki (2. v. rechts) und dem Chef der Spezialabteilung des OGPU Gleb Boki (ganz rechts) an Deck des Dampfers „Gleb Boki“ (zwischen dem 20. Juni und dem 23. Juni 1929)

Alexander Petrowitsch Nogtew (russisch Александр Петрович Ногтев; * 1892 in Gorodez, Russisches Kaiserreich; † 23. April 1947 in Moskau, Sowjetunion) war ein sowjetischer Geheimdienstoffizier. Er war der erste Kommandant des „Solowezker Lagers zur besonderen Verwendung“ (russisch Соловецкий лагерь особого назначения, Abkürzung SLON), des ersten Zwangsarbeitslagers des Gulag.

## Biografie
Nogtews Vater Pjotr Nikandrowitsch Nogtew stammte aus einer Bauernfamilie, arbeitete in Kowrow und Wladimir als Lehrer und hatte Kontakte zur sozialrevolutionären Geheimgesellschaft Narodnaja Wolja. Dementsprechend stammte Nogtew aus einfachen Verhältnissen. Nogtew durchlief nach dem Ende seiner Schulzeit eine seemännische Ausbildung und war ein Seemann der russischen Handelsflotte. Mit Beginn des Ersten Weltkrieges wurde er zur Baltischen Flotte eingezogen. Im Jahr 1917 wurde Nogtew stellvertretender Kapitän auf dem Wolga-Dampfer Alexander Newski.
Nach der Oktoberrevolution trat Nogtew im Jahr 1918 in die Kommunistische Partei ein. Im August 1918 wurde Nogtew zusammen mit einer Gruppe nach Kotlas geschickt, um den Fluss Dwina für Schiffsbewegungen der Gegner der Bolschewiki zu sperren. Von September 1918 bis Mai 1919 war Nogtew Chefinspektor für Schiffssicherheit. 1919 wurde er Kommissar einer Spezialeinheit in Samara an der Front gegen die Truppen des Admirals Koltschak und war an Kämpfen gegen die Uralarmee beteiligt. Später befehligte er die Spezialeinheit der 4. Armee an der Turkestanischen Front. Am 4. Mai 1920 wurde Nogtew mit dem Rotbannerorden ausgezeichnet.

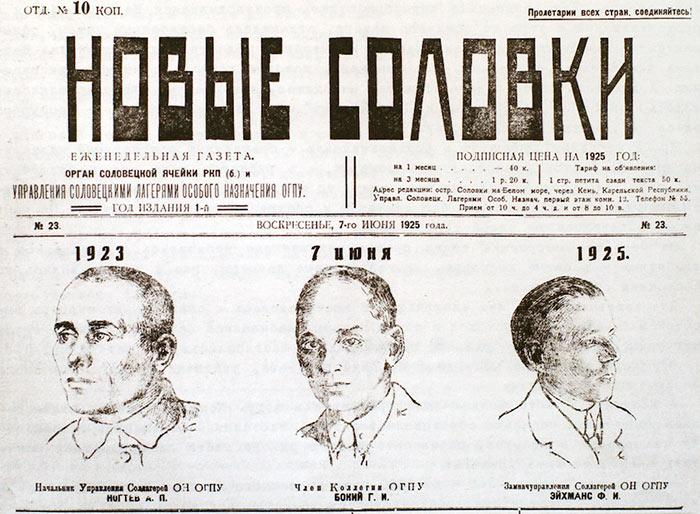
Nogtew (links) als Lagerkommandant in der Lager-Zeitung „Neue Solowki“ vom 7. Juni 1925.

Seit 1921 war Nogtew Mitglied der Geheimpolizei Tscheka. Er wurde am 3. Oktober 1923 der erste Kommandant des „Solowezker Lagers zur besonderen Verwendung“ (SLON). Laut den Erinnerungen des ehemaligen SLON-Häftlings Boris Schirjajew (1889–1959) begrüßte Nogtew die neu angekommenen Häftlinge mit den Worten: „Ich heiße euch willkommen. Wie ihr wisst, gibt es hier keine sowjetische, sondern nur die Solowezker Obrigkeit. Alle Rechte die ihr bisher hattet, könnt ihr vergessen. Wir haben hier unsere eigenen Gesetze.“ Während Nogtews Dienstzeit als Lagerkommandant des SLON wurden die Häftlinge willkürlich schikaniert und misshandelt, während das Lager anderseits kaum nennenswerte Erzeugnisse erwirtschaften konnte. Nogtew wurde am 13. November 1925 von Fjodor Eichmans (1897–1938) abgelöst. Unter Eichmans hörten die willkürlichen Misshandlungen auf. Nach Eichmans Beförderung zum Leiter der 3. Abteilung des Spezialdienstes der OGPU wurde Nogtew vom 20. Mai 1929 bis zum 19. Mai 1930 erneut Lagerkommandant.
Nach dem 19. Mai 1930 trat Nogtew im Alter von 38 Jahren in den Ruhestand und verließ die nunmehr OGPU genannte sowjetische Geheimpolizei. In den 1930er Jahren wurde er zum Leiter des sowjetischen Volkskommissariats für Forstwirtschaft ernannt. Im Verlauf der Großen Säuberung wurde auch Nogtew 1937 vom NKWD verhaftet. Am 4. Mai 1939 wurde er vom Militärkollegium des Obersten Gerichts der UdSSR zu 15 Jahren Haft verurteilt und in den Lagerkomplex NorilLag eingeliefert.
Kurz nach dem Ende des Zweiten Weltkrieges bestand aufgrund einer Gesetzesänderung die Möglichkeit, Nogtews Haftdauer auf sieben Jahre zu verkürzen, sodass er zwecks Eingabe seiner Forderungen nach Moskau verlegt wurde. Dort starb er jedoch vor Einleitung des Revisionsverfahrens.
Nogtew wurde am 18. November 1955 durch Beschluss des Plenums des Obersten Gerichts der Sowjetunion juristisch rehabilitiert.

## Schriften
- USLON: Geschichte, Ziele und Aufgaben., Artikel in der Zeitung Die Solowezki Inseln, Nr. 2–3. 1930 S. 55–60, online, (abgerufen am 29. Oktober 2019)